# Raoul Wolfgang Schnell

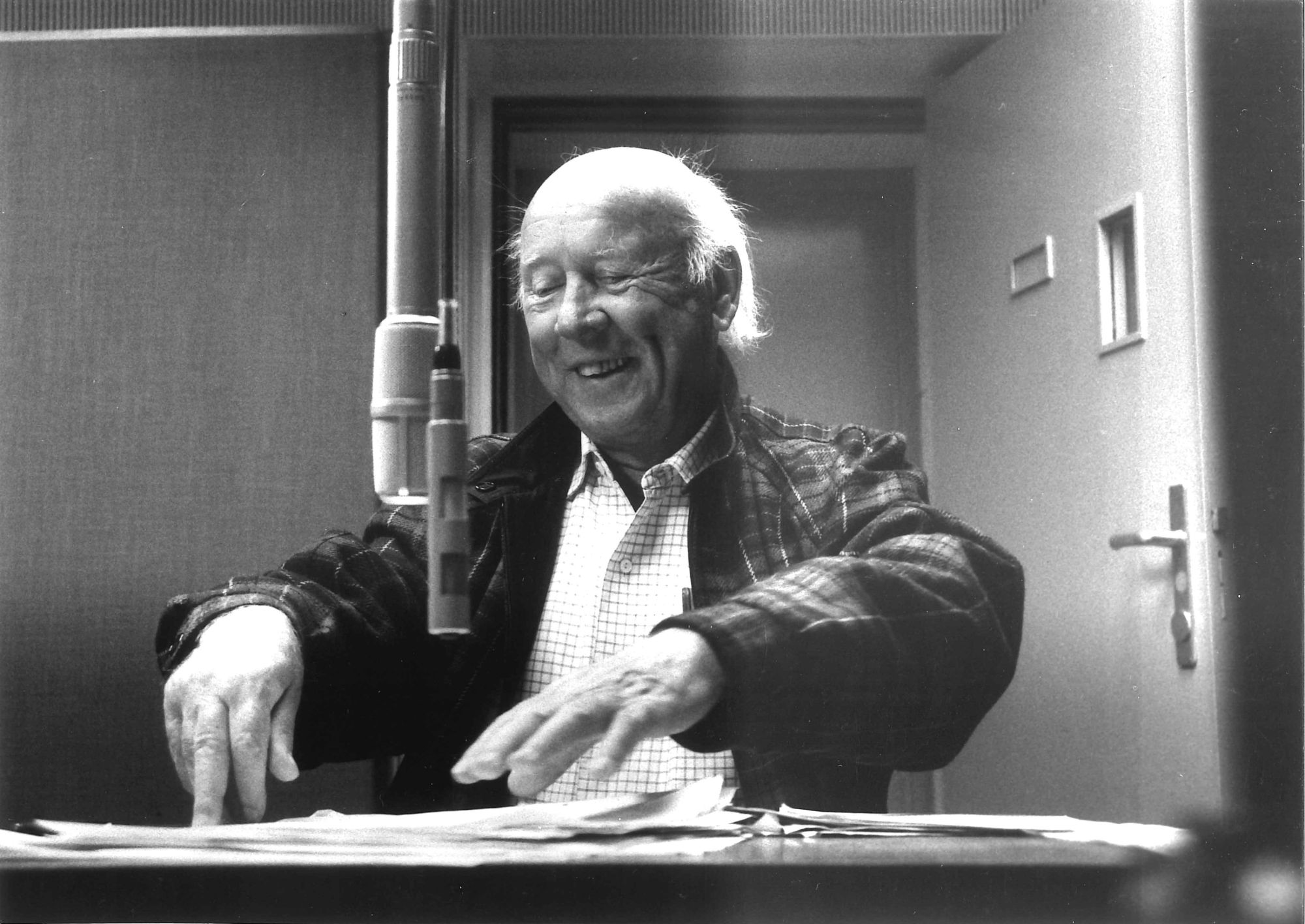
Der Regisseur Raoul Wolfgang Schnell bei einer Hörspielproduktion Ende der 80er Jahre in einer Aufnahme des Berliner Fotografen Werner Bethsold.

Raoul Wolfgang Schnell (* 22. Februar 1914 in Bleicherode; † 21. Juni 2003) war ein deutscher Hörspielsprecher, -regisseur und -autor.

## Leben
Schnell war ausgebildeter Schauspieler und Assistent von Max Ophüls, dessen Arbeitsweise ihn stark geprägt hat. Bekannt wurde er vor allem als Regisseur von 453 Hörspielproduktionen und Autor und Bearbeiter von 18 Hörspielen, wie Fjodor Dostojewskis Raskolnikoff (WDR 1960), Gustav Meyrinks Golem (WDR 1964), Jürgen Beckers Häuser (WDR 1969) und Günter Eichs Philidors Verteidigung (WDR 1973). Als Sprecher war er in 201 Hörspielen zu hören, wie beispielsweise 1956 unter der Regie von Franz Zimmermann in dem Mehrteiler So weit die Füße tragen von Josef Martin Bauer mit u. a. Wolfgang Wahl, Kurt Lieck, Walter Richter und Alf Marholm oder 1968 in dem letzten Paul-Temple-Mehrteiler, das der WDR unter der Regie von Otto Düben produzierte, nämlich Paul Temple und der Fall Alex mit Paul Klinger, Margot Leonard, Kurt Lieck und Ernst Hilbich.
Schnell inszenierte auch Fernsehfilme, so im Jahr 1961 Die Falle (Drehbuch: Hans Gottschalk und Robert Thomas) mit Pinkas Braun und Eva Pflug.
Raoul Wolfgang Schnell wurde mehrfach mit nationalen und internationalen Hörspielpreisen ausgezeichnet. Zweimal erhielt er den renommierten Hörspielpreis der Kriegsblinden: 1968 für Das Aquarium von Christa Reinig (SDR 1967) und 1978 für Vor dem Ersticken ein Schrei. Trilogie des bürgerlichen Wahnsinns 1 von Christoph Buggert (WDR/BR 1977).
Seinen Lebensabend verbrachte Schnell mit seiner Ehefrau Margot Leonard am Lago Maggiore in Italien, auf dem dortigen Friedhof der Gemeinde Tronzano Lago Maggiore befindet sich auch ihr gemeinsames Grab.

## Fernsehfilme (Auswahl)
- 1959 Der Herr Ornifle, Regie, Buch zusammen mit: Jean Anouilh, Franz Geiger
- 1959: Und hätte die Liebe nicht, Regie, Buch zusammen mit Johannes Hendrich
- 1960: Keiner ist wie der andere, Regie, Buch: Irene Dodel, James Elward, Horst van Diemen
- 1961: Aimée, Regie, Buch: Heinz Coubier
- 1961: Die Auster und die Perle, Regie, Buch: William Saroyan
- 1961: Die Falle, Regie, Buch: Hans Gottschalk und Robert Thomas
- 1962: Lockende Tiefe, Regie, Buch: Terence Rattigan, Alfred H. Unger
- 1962: Der Rosenstock, Regie, Buch: H.N. Clauss, Robert Schnorr
- 1962: Verräterische Spuren, Regie, Buch: Helmut Pigge, R.C. Sherriff
- 1963: Leb wohl, mein Traum, Regie, Buch: Oliver Storz. Fay Kanin, Joseph Glücksmann
- 1963: Sessel am Kamin, Regie, Buch: Janet Green, Maria Teichs
- 1964: Michol und Bethsabee, Regie, Buch: Rochus Spiecker
- 1969: La felicità ..., Buch und Regie

## Hörspiele (Auswahl)

### Als Autor
- 1950: X-Strahlen, auch Regie (NWDR)
- 1958: Persien-Story, Regie: Otto Kurth (WDR)
- 1970: Schularbeiten, auch Regie (WDR)
- 1971: Pulle und Pummi, Regie: Joachim Sonderhoff (WDR)
- 1972: Weißt du, wieviel Sternlein stehen? auch Regie (WDR)
- 1978 Im Zirkus auch Regie (WDR) Hörspiel des Monats November
- 1980: Der Chef, auch Regie (WDR)
- 1981: Das Damespiel, Regie: Friedhelm Ortmann (WDR)
- 1982: Kitsch oder Erzwungenes Ende auch Regie (WDR)
- 1983: Verschwinden eines Autors auch Regie (WDR)
- 1984: Fräulein Hoffmanns Erzählungen auch Regie (WDR)
- 1987: Die Muschel auch Regie (WDR)
- 1990: Spaziergang in Rom auch Regie (WDR)

### Als Regisseur
- 1947: Oscar Wilde: Das Verbrechen des Lord Arthur Savile (SWF)
- 1949: Jan de Hartog: Schiff ohne Hafen (SWF)
- 1950: Christian Bock: An Aurora (SWF)
- 1951: Heinz Hartmann: Revolte der Schlittenhunde (NWDR)
- 1950: Erwin Wickert: Skandal im Envoy-Hotel (SWF)
- 1952: Miguel de Unamuno: Der arme Mensch – ein Weg aus Fehltritten und Unvermeidlichkeiten (NWDR)
- 1953: Nikolaj Gogol: Die Nase (NWDR)
- 1954: Friedrich Dürrenmatt: Ein Engel kommt nach Babylon (NWDR)
- 1955: Georges Simenon: Maigret und die nette alte Dame (NWDR)
- 1955: Georges Simenon: Maigret und sein Toter (NWDR)
- 1956: Edgar Allan Poe: Der Doppelmord in der Rue Morgue (WDR)
- 1959: Marcel Aymé: Mondvögel, Komposition: Bernd Alois Zimmermann (WDR)
- 1959: Clarence Budington Kelland: Mr. Deeds in New York (HR)
- 1960: Fjodor Dostojewski: Raskolnikoff (WDR)
- 1960: Joseph Roth: Die Legende vom heiligen Trinker (WDR)
- 1963: Graham Greene: Unser Mann in Havanna (WDR)
- 1963: Ted Hughes: Verwundet (WDR/BR)
- 1963: Wilhelm Raabe: Stopfkuchen (WDR)
- 1964: Gustav Meyrink: Golem (WDR)
- 1965: Dieter Kühn: Das Ärgernis (SR/HR)
- 1966: Elias Canetti: Die Befristeten (WDR)
- 1967: Reinhard Döhl: Herr Fischer und seine Frau oder Die genaue Uhrzeit (SR)
- 1967: Reinhard Döhl: Das Hörspiel von heute morgen jederzeit oder Die Bandenschlacht bei Blacktown (SR/WDR)
- 1967: Dieter Wellershoff: Wünsche (WDR/SR/SDR)
- 1968: Christa Reinig: Das Aquarium (SDR) Hörspielpreis der Kriegsblinden
- 1968: Peter O. Chotjewitz: Zwei Sterne im Pulver (SR/HR/SWF/SDR)
- 1969: Dylan Thomas: Unter dem Milchwald (BR/WDR)
- 1969: Jürgen Becker: Häuser (WDR/SDR/SWF)
- 1969: Hubert Wiedfeld: In freundlicher Umgebung (RB)
- 1970: Helmut Heißenbüttel: Projekt Nr. 2 (WDR)
- 1970: Ernst Jandl: Die Auswanderer (WDR)
- 1970: Ernst Jandl, Friederike Mayröcker: Gemeinsame Kindheit (WDR)
- 1971: H.C. Artmann: Erlaubent Schas, sehr heiß bitte (SDR)
- 1971: Ror Wolf: Auf der Suche nach Dr. Q 1: Der Chinese am Fenster (WDR/HR)
- 1971: Ror Wolf: Die Wirklichkeit der Landkartenzeichen (WDR/SDR)
- 1971: Rolf Dieter Brinkmann: Auf der Schwelle (WDR)
- 1972: Helga M. Novak: Stadtgespräch Nr. 1 (SDR)
- 1972: Rolf Dieter Brinkmann: Der Tierplanet (WDR)
- 1973: Günter Eich: Philidors Verteidigung (WDR)
- 1973: Günter Bruno Fuchs: Ratten werden verschenkt (WDR/RIAS/SDR)
- 1974: Kobo Abe: Unsichere Topographie (WDR)
- 1975: Karl Valentin: Zipfelzylinder in durchsichtigen Schaufenstern (BR/SDR)
- 1976: Jean Chatenet: Die Wölfin auch als Sprecher (SDR)
- 1976 Raymond Queneau: Nebenbei (WDR)
- 1977: Christoph Buggert: Vor dem Ersticken ein Schrei. Trilogie des bürgerlichen Wahnsinns 1 (WDR/BR) Hörspielpreis der Kriegsblinden
- 1977: Luigi Malerba: Der gestiefelte Pinocchio (SDR)
- 1978: Dietrich Kayser: Flüsterstücke oder Diese Rechte finden ihre Schranken (BR/HR) Hörspiel des Monats Oktober
- 1979: Mario Vargas Llosa: Die kleinen Hunde (WDR)
- 1980: Rainer Puchert: Der Sturz (SR/SDR)
- 1980: David Mamet: Prairie du chien (WDR)
- 1981: Margarethe Jehn: Der arme Heinrich (SR/BR)
- 1982: Horst Bienek: Das Gesicht, das mein Gesicht gefangen hält (WDR)
- 1983: Wolfgang Schiffer: Kronstadts Bericht (WDR)
- 1983: Giorgio Manganelli: Monodialog und Hyperhypothesen (NDR)
- 1984: Peter Rosei: Tage des Königs (WDR)
- 1985: Wolfdietrich Schnurre: Die Muse (WDR)
- 1986: Vittorio Imbriani: Liebesqualen (SR/WDR)
- 1987: Marie Luise Kaschnitz: Einer von Tausenden oder Der Denkzettel (SDR)
- 1988: Giorgio Manganelli: Unmögliche Interviews (SDR)
- 1989: Horst A. v. Irmer: Die Blinden (WDR)
- 1990: Wolodymyr Drosd: Jossyps Himmelfahrt (SR)
- 1991: Johannes Bobrowski: Ich will fortgehen – Erzählung für sieben Stimmen (SDR)
- 1992: Alberto Savinio: Emma B. Witwe Jokaste (WDR)
- 1992: Dylan Thomas: Weihnachtsgespräch (MDR)
- 1993: Miodrag Djurdjevic: Die Spleenkrankheit oder Der Auserwählte (WDR)
- 1994: Gunter Preuß: Der rastlose Maui (SDR)
- 1996: Zoran Stanojevic: Der Hebel, das Rad, das Feuer ... (WDR/ORF)

### Als Sprecher
- 1953: Platon: Der Tod des Sokrates, Regie: Wilhelm Semmelroth als Echekrates (NWDR)
- 1964: Otto Heinrich Kühner: Die Übungspatrone, Regie: Otto Kurth als Erzähler (SR/BR)
- 1982: Olwynne Macre: Der stumme Mund, Regie: Andreas Weber-Schäfer als Inspektor Brantis (SDR)